# Obsza (gemeente)
De gemeente Obsza is een landgemeente in het Poolse woiwodschap Lublin, in powiat Biłgorajski.
De zetel van de gemeente is in Obsza.
Op 31 december 2006 telde de gemeente 4.375 inwoners.

## Oppervlakte gegevens
In 2002 bedroeg de totale oppervlakte van gemeente Obsza 112,97 km², waarvan:
- agrarisch gebied: 72%
- bossen: 22%

De gemeente beslaat 6,73% van de totale oppervlakte van de powiat.

## Demografie
Stand op 30 juni 2004:
| Omschrijving                   | Totaal | Totaal | Vrouwen | Vrouwen | Mannen | Mannen |
| ------------------------------ | ------ | ------ | ------- | ------- | ------ | ------ |
| eenheid                        | aantal | %      | aantal  | %       | aantal | %      |
| inwoners                       | 4417   | 100    | 2207    | 50      | 2210   | 50     |
| bevolkingsdichtheid (inw./km²) | 39,1   | 39,1   | 19,5    | 19,5    | 19,6   | 19,6   |

In 2002 bedroeg het gemiddelde inkomen per inwoner 1291,86 zł.

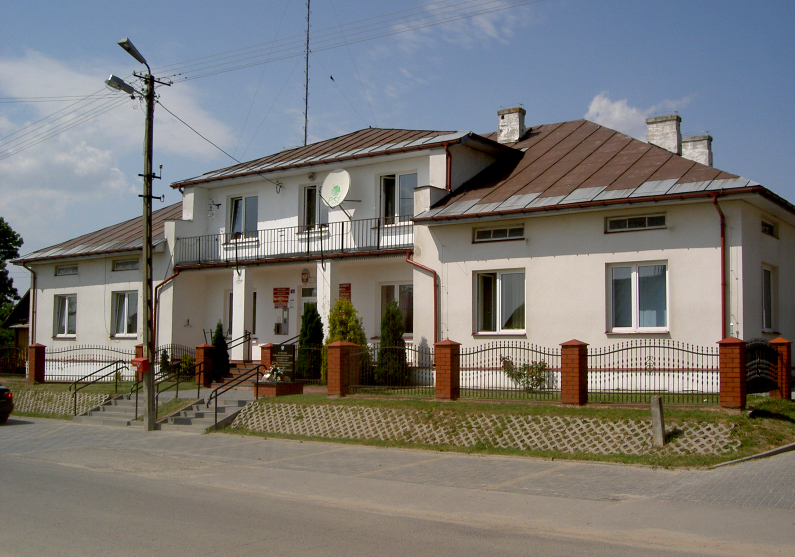
Urząd Gminy Obsza

## Plaatsen
Babice, Dorbozy, Obsza, Olchowiec, Wola Obszańska, Zamch.

## Aangrenzende gemeenten
Cieszanów, Łukowa, Narol, Stary Dzików, Susiec, Tarnogród